# Reserva marina de la Masia Blanca
La reserva marina de la Masia Blanca, anomenada Grapissar de la Masia Blanca, és una reserva marina situada davant de les platges de Coma-ruga i el Francàs, al terme municipal del Vendrell (Baix Penedès), creada el 1999 (Ordre de 21 de desembre de 1999, del Ministeri d'Agricultura, Pesca i Alimentació) per a protegir el fons rocós, conegut com el 'grapissar', excepcional en una àrea on dominen les sorres i els fangs. L'espai preservat està conformat per un elevat percentatge de zona rocosa i envoltat d'extenses àrees amb presència de fanerògames marines com Posidonia oceànica i Cymodocea nodosa. Constitueix una zona molt rica amb fauna i flora, així com una zona preferent de cria i alevinatge de moltes espècies d'invertebrats (pops, sípies, nacres…) i vertebrats (molls, meros, orades i llobines, entre altres). La seva protecció permet la repoblació de zones adjacents i, per tant, beneficiar la pesca artesanal de la zona.

## Descripció
L'àrea s’estén enfront d’una platja de sorra, interrompuda per la riera de la Masia Blanca. La seva profunditat oscil·la entre els quatre i els setze metres. Aquests fons estan constituïts per barreres d'origen biològic (comunitats coral·lígenes), perpendiculars a la costa, al mig d'un fons sorrenc i una altra barrera de gran longitud que transcorre paral·lela a la línia de la costa i està situada a la part més profunda de la reserva marina.
La reserva té una extensió total de 457 hectàrees de superfície marina amb fons inferiors als 25 metres, conformada per dues zones: una zona central, anomenada de reserva marina integral, compresa per una circumferència de 0,2 milles nàutiques de radi comptat a partir del punt d'origen amb la latitud 41º 10' 27" N i longitud 1º 30' 40,2" E, i una segona zona concèntrica, anomenada zona d'amortiment, adjacent i amb menor protecció, constituïda per la franja de 0,6 milles que envolta la primera.

## Activitats
Dins de la reserva marina integral, només es poden desenvolupar activitats científiques amb prèvia autorització. Dins de la zona d’amortiment i fora de la reserva integral, subjecte a limitacions i amb prèvia autorització, es pot practicar:
- Pesca professional amb palangre de fons i tresmall (sempre que les embarcacions figurin en el cens específic corresponent)
- Immersió amb escafandre autònom
- Extracció de flora i fauna amb finalitats científiques

L'Ajuntament del Vendrell organitza l'Aula aquàtica de la Masia Blanca, per a la pràctica del snorkel, amb l'objectiu d'obrir la seva marina de la Masia Blanca al turisme sostenible, cultural i de natura.